# Lista celor mai înalte poduri din lume în funcție de înălțimea platformei

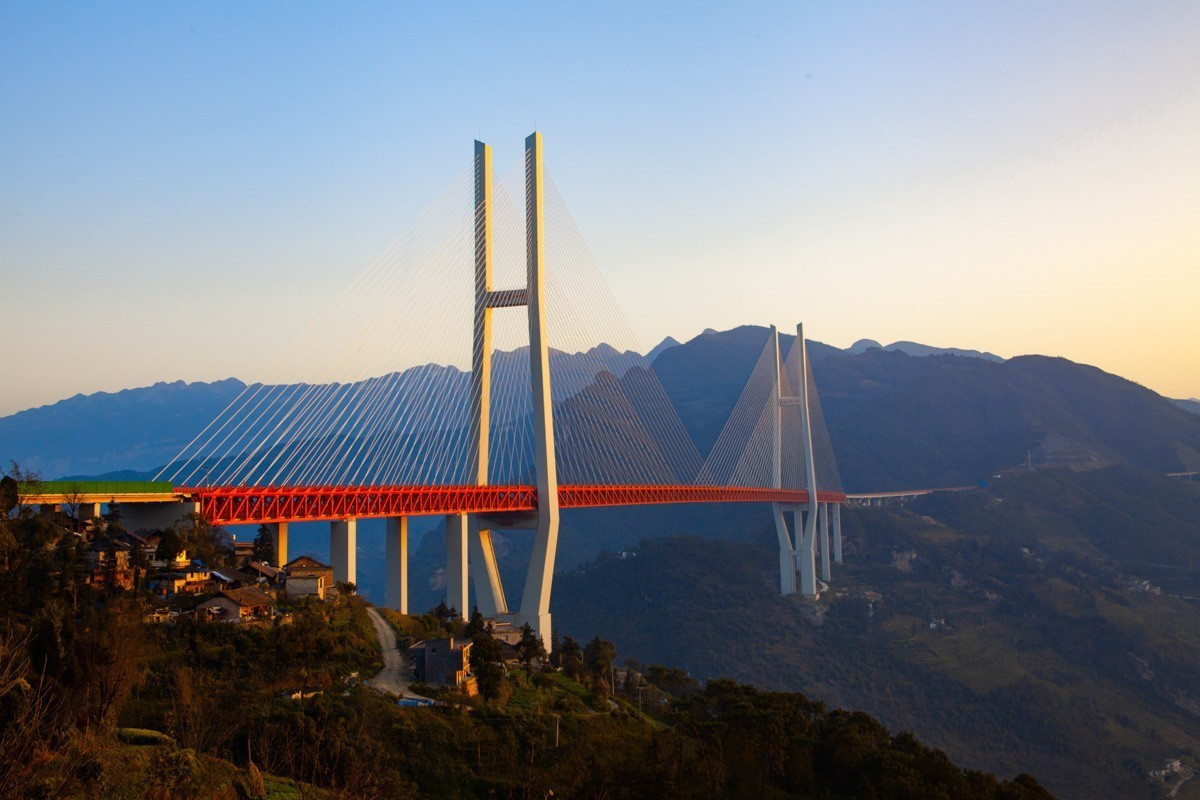
Podul Duge, care unește provinciile Guizhou și Yunnan din China, este cel mai înalt pod hobanat din lume

Lista celor mai înalte poduri din lume în funcție de înălțimea platformei clasifică cele mai înalte poduri în funcție de distanța între platforma podului (tablier) și fundul văii sau suprafața apei de sub pod. Au fost luate în considerare doar podurile cu o înălțime a platformei de cel puțin 200 de metri. 
Provincia chineză Guizhou găzduiește aproape jumătate dintre cele mai înalte 100 de poduri din lume din punct de vedere al înălțimii platformei, două dintre acestea, Huajiang Grand Canyon și Duge, ambele peste râul Beipan, fiind în 2025 cele mai înalte poduri din lume, având o  înălțime față de râu de 625, respectiv 565 de metri, echivalent cu înălțimea unor clădiri de peste 200 de etaje.

## Lista celor mai înalte poduri din lume în funcție de înălțimea platformei
|     | Imagine | Nume                                                 | Înălțimea platformei (m) | Deschidere maximă (m) | An   | Tip (destinație)                     | Tip (structural)                               | Țară              | Locație                                                                                          | Note        |
|     |         |                                                      |                          |                       |      |                                      |                                                |                   |                                                                                                  |             |
| --- | ------- | ---------------------------------------------------- | ------------------------ | --------------------- | ---- | ------------------------------------ | ---------------------------------------------- | ----------------- | ------------------------------------------------------------------------------------------------ | ----------- |
| 1   |         | Huajiang Grand Canyon (花江峡谷特大桥)               | 625                      | 1.420                 | 2025 | rutier (Liuzhi-Anlong)               | suspendat (râul Beipan)                        | China             | Guizhou 25°42′16″N 105°35′15″E / 25.70444°N 105.58750°E                                          | [ 2 ] [ 3 ] |
| 2   |         | Duge (北盘江第一桥)                                  | 565                      | 720                   | 2016 | rutier (Hangzhou–Ruili)              | hobanat (râul Beipan)                          | China             | Guizhou, Yunnan 26°23′11.8″N 104°40′31.8″E / 26.386611°N 104.675500°E                            | [ 4 ]       |
| 3   |         | Sidu (四渡河特大桥)                                  | 496                      | 900                   | 2009 | rutier (Shanghai–Chongqing)          | suspendat (râul Sidu)                          | China             | Yesanguan, Hubei 30°37′18.1″N 110°23′43.9″E / 30.621694°N 110.395528°E                           | [ 5 ]       |
| 4   |         | Puli (普立大桥)                                      | 485                      | 628                   | 2015 | rutier (Hangzhou–Ruili)              | suspendat (râul Puli)                          | China             | Xuanwei, Yunnan 26°19′23.2″N 104°35′12.3″E / 26.323111°N 104.586750°E                            | [ 6 ]       |
| 5   |         | Jin'an (金安金沙江特大桥)                            | 461                      | 1.386                 | 2020 | rutier (Chengdu–Lijiang)             | suspendat (râul Jinsha)                        | China             | Lijiang, Yunnan 26°49′20″N 100°26′30″E / 26.82222°N 100.44167°E                                  | [ 7 ]       |
| 6   |         | Yachi (鸭池河特大桥)                                 | 434                      | 800                   | 2016 | rutier (Guiyang-Qianxi)              | hobanat (fluviul Wu)                           | China             | Qingzhen, Guizhou 26°50′56.9″N 106°8′14.5″E / 26.849139°N 106.137361°E                           | [ 8 ]       |
| 7   |         | Qingshuihe (清水河特大桥)                            | 406                      | 1.130                 | 2015 | rutier (Guiyang-Weng'an)             | suspendat (râul Qingshui)                      | China             | Weng'an, Guizhou 27°01′43.0″N 107°11′23.3″E / 27.028611°N 107.189806°E                           | [ 9 ]       |
| 8   |         | Hegigio Gorge Pipeline                               | 393                      | 470                   | 2005 | conductă petrol                      | suspendat (râul Hegigio)                       | Papua Noua Guinee | Otoma, Southern Highlands 6°19′39.4″S 143°06′18.4″E / 6.327611°S 143.105111°E                    | [ 10 ]      |
| 9   |         | Baluarte (Puente Baluarte Bicentenario)              | 390                      | 520                   | 2013 | rutier (Reynosa-Villa Unión)         | hobanat (fluviul Baluarte)                     | Mexic             | Pueblo Nuevo, Durango 23°32′5.1″N 105°45′35.6″V / 23.534750°N 105.759889°V                       | [ 11 ]      |
| 10  |         | Liuguanghe Xiqian (息黔高速公路六广河特大桥)         | 375                      | 580                   | 2017 | rutier (Xiqian Expressway)           | hobanat (fluviul Wu)                           | China             | Liutongxiang, Guizhou 27°04′43.3″N 106°24′03.2″E / 27.078694°N 106.400889°E                      | [ 12 ]      |
| 11  |         | Balinghe (坝陵河大桥)                                | 370                      | 1.088                 | 2009 | rutier (Shanghai–Kunming)            | suspendat (râul Baling)                        | China             | Guanling, Guizhou 25°57′40″N 105°37′46″E / 25.96111°N 105.62944°E                                | [ 13 ]      |
| 12  |         | Beipanjiang Daqiao (北盘江大桥)                      | 366                      | 388                   | 2003 | rutier (Xingyi-Guiyang)              | suspendat (râul Beipan)                        | China             | Xingbeizhen, Guizhou 25°39′3.1″N 105°41′32″E / 25.650861°N 105.69222°E                           | [ 14 ]      |
| 13  |         | Dimuhe (抵母河特大桥)                                | 360                      | 538                   | 2016 | rutier (Hangzhou–Ruili)              | suspendat (fluviul Wu)                         | China             | Liupanshu, Guizhou 26°39′15″N 105°4′14.8″E / 26.65417°N 105.070778°E                             | [ 15 ]      |
| 14  |         | Chenab (杰纳布铁路桥)                                | 359                      | 467                   | 2022 | feroviar (Jammu-Baramulla)           | arcuit (râul Chenab)                           | India             | Reasi, Jammu și Cașmir 33°9′3″N 74°52′59″E / 33.15083°N 74.88306°E                               | [ 16 ]      |
| 15  |         | Liuchong (六冲河特大桥)                              | 340                      | 438                   | 2013 | rutier (Zhijin-Qianxi)               | hobanat (râul Liuchong)                        | China             | Zhijin, Guizhou 26°48′29.3″N 105°53′7.5″E / 26.808139°N 105.885417°E                             | [ 17 ]      |
| 16  |         | Aizhai (矮寨大桥)                                    | 336                      | 1.176                 | 2012 | rutier (Baotou–Maoming)              | suspendat (defileul Dehang)                    | China             | Jishou, Hunan 28°19′53″N 109°35′53″E / 28.33139°N 109.59806°E                                    | [ 18 ]      |
| 17  |         | Lishui (澧水大桥)                                    | 330                      | 856                   | 2013 | rutier (Changsha–Zhangjiajie)        | suspendat (râul Lishui)                        | China             | Zhangjiajie, Hunan 29°5′55.3″N 110°14′48″E / 29.098694°N 110.24667°E                             | [ 19 ]      |
| 18  |         | Beipan Hukun (北盘江特大桥)                          | 318                      | 636                   | 2009 | rutier (Shanghai–Kunming)            | suspendat (râul Beipan)                        | China             | Qinglong, Guizhou 25°53′58.3″N 105°19′24.8″E / 25.899528°N 105.323556°E                          | [ 20 ]      |
| 19  |         | Chishuihe Hongjun (赤水河红军大桥)                   | 315                      | 1.200                 | 2020 | rutier (Xuyong-Gulin)                | suspendat (râul Chishui)                       | China             | Xishui, Guizhou 28°10′04.8″N 106°07′35.5″E / 28.168000°N 106.126528°E                            | [ 21 ]      |
| 20  |         | Najiehe (纳界河特大桥)                               | 310                      | 352                   | 2016 | feroviar (Zhijin-Qingzhen)           | arcuit (fluviul Wu)                            | China             | Liuchangxiang, Guizhou 26°42′07.9″N 106°09′46.8″E / 26.702194°N 106.163000°E                     | [ 22 ]      |
| 21  |         | Xiangjiang (湘江特大桥)                              | 307                      | 560                   | 2021 | rutier (Zunyi-Yuqing)                | hobanat (râul Xiang)                           | China             | Zunyi, Guizhou 27°29′27.2″N 107°16′09.2″E / 27.490889°N 107.269222°E                             | [ 23 ]      |
| 22  |         | Pingtang (平塘特大桥)                                | 305                      | 550                   | 2019 | rutier (Pingtang-Luodian)            | hobanat (râul Caodu)                           | China             | Pingtang, Guizhou 25°47′09.2″N 107°03′20.1″E / 25.785889°N 107.055583°E                          | [ 24 ]      |
| 23  |         | Liuguanghe (六广河大桥)                              | 297                      | 240                   | 2001 | rutier (Guangzhou-Chengdu)           | în consolă (fluviul Wu)                        | China             | Liu Guangzhen, Guizhou 26°59′23.7″N 106°24′23.4″E / 26.989917°N 106.406500°E                     | [ 25 ]      |
| 24  |         | Qinglong (晴隆北盘江大桥)                            | 295                      | 445                   | 2016 | feroviar (CFMV Shanghai–Kunming)     | arcuit (râul Beipan)                           | China             | Qinglong, Guizhou 25°57′00.7″N 105°15′18.4″E / 25.950194°N 105.255111°E                          | [ 26 ]      |
| 25  |         | Zhijing (支井河大桥)                                 | 294                      | 430                   | 2009 | rutier (Shanghai–Chongqing)          | arcuit (râul Zhijing)                          | China             | Dazhipingzhen, Hubei 30°37′35.5″N 110°11′49″E / 30.626528°N 110.19694°E                          | [ 27 ]      |
| 26  |         | Longjiang (龙江特大桥)                               | 292                      | 1.196                 | 2016 | rutier (Baoshan–Tengchong)           | suspendat (râul Long)                          | China             | Baoshan, Yunnan 24°50′19.7″N 98°40′19.9″E / 24.838806°N 98.672194°E                              | [ 28 ]      |
| 27  |         | Royal Gorge Bridge                                   | 291                      | 286                   | 1929 | pietonal (Fremont County Road 3A)    | suspendat (fluviul Arkansas)                   | Statele Unite     | Cañon City, Colorado 38°27′40.2″N 105°19′30.7″V / 38.461167°N 105.325194°V                       | [ 29 ]      |
| 28  |         | Xixihe Qianda (西溪河特大桥)                         | 288                      | 190                   | 2015 | rutier (S82)                         | în consolă (râul Xixi)                         | China             | Dafang, Guizhou 27°06′10.7″N 105°48′56.5″E / 27.102972°N 105.815694°E                            | [ 30 ]      |
| 29  |         | Xingkang (泸定大渡河特大桥)                          | 285                      | 1.100                 | 2018 | rutier (Ya'an–Kargilik)              | suspendat (râul Dadu)                          | China             | Luding, Sichuan 29°57′57.6″N 102°12′53.3″E / 29.966000°N 102.214806°E                            | [ 31 ]      |
| 30  |         | Sunxi (笋溪河特大桥)                                 | 280                      | 660                   | 2018 | rutier                               | suspendat (râul Sunxi)                         | China             | Bailinzhen, Chongqing 28°42′44.6″N 106°27′41.2″E / 28.712389°N 106.461444°E                      | [ 32 ]      |
| 31  |         | Viaductul Millau (Viaduc de Millau)                  | 277                      | 342                   | 2004 | rutier (Clermont-Ferrand-Béziers)    | hobanat (râul Tarn)                            | Franța            | Millau, Aveyron 44°5′6.8″N 3°1′18″E / 44.085222°N 3.02167°E                                      | [ 33 ]      |
| 32  |         | Beipan Shuibai (北盘江铁路桥)                        | 275                      | 236                   | 2001 | feroviar (Liupanshui–Baiguo)         | arcuit (râul Beipan)                           | China             | Liupanshui, Guizhou 26°12′34.1″N 104°43′14.9″E / 26.209472°N 104.720806°E                        | [ 34 ]      |
| 33  |         | Yachi (鸭池河特大桥)                                 | 272                      | 436                   | 2019 | feroviar (CFMV Chengdu–Guangzhou)    | arcuit (fluviul Wu)                            | China             | Qianxi, Guizhou 26°53′03.5″N 106°17′24.2″E / 26.884306°N 106.290056°E                            | [ 35 ]      |
| 34  |         | Mike O'Callaghan - Pat Tillman Memorial Bridge       | 271                      | 323                   | 2010 | rutier (U.S. Route 93)               | arcuit (fluviul Colorado)                      | Statele Unite     | Clark County, Nevada Mohave County, Arizona 36°0′44.7″N 114°44′29.9″V / 36.012417°N 114.741639°V | [ 36 ]      |
| 35  |         | Lancangjiang Darui (大瑞铁路澜沧江大桥)              | 271                      | 342                   | 2022 | feroviar                             | arcuit (râul Lancang)                          | China             | Baoshan, Yunnan 25°17′23.0″N 99°20′57.8″E / 25.289722°N 99.349389°E                              | [ 37 ]      |
| 36  |         | New River Gorge Bridge                               | 267                      | 518                   | 1977 | rutier (U.S. Route 19)               | arcuit (New River)                             | Statele Unite     | Fayetteville, West Virginia 38°4′8.9″N 81°4′57.5″V / 38.069139°N 81.082639°V                     | [ 38 ]      |
| 37  |         | Lianghekou Dam (两河口跨库大桥)                      | 265                      | 220                   | 2019 | rutier                               | în consolă (râul Yalong)                       | China             | Yajiang, Sichuan 30°12′32.4″N 100°59′04.2″E / 30.209000°N 100.984500°E                           | [ 39 ]      |
| 38  |         | Zongxihe (总溪河特大桥)                              | 264                      | 360                   | 2015 | rutier (Hangzhou–Ruili)              | arcuit (râul Liuchong)                         | China             | Nayong, Guizhou 27°01′22.8″N 105°14′27.6″E / 27.023000°N 105.241000°E                            | [ 40 ]      |
| 39  |         | Wulingshan (武陵山大桥)                              | 263                      | 360                   | 2009 | rutier (Baotou–Maoming)              | hobanat (râul Houzao)                          | China             | Pengshui, Chongqing 29°30′0.4″N 108°30′9.3″E / 29.500111°N 108.502583°E                          | [ 41 ]      |
| 40  |         | Nanpan Qiubei (丘北南盘江大桥)                       | 262                      | 416                   | 2016 | feroviar (CFMV Nanning–Kunming)      | arcuit (râul Nanpan)                           | China             | Qiubei, Yunnan 24°06′43.0″N 103°35′06.5″E / 24.111944°N 103.585139°E                             | [ 42 ]      |
| 41  |         | Gongshuihe (贡水河大桥)                              | 260                      | 400                   | 2015 | rutier (S73 Enlai)                   | hobanat (râul Niucao)                          | China             | Xuan'en, Hubei 29°56′45.3″N 109°25′21.9″E / 29.945917°N 109.422750°E                             | [ 43 ]      |
| 42  |         | Wujiang Yuqing (乌江特大桥)                          | 260                      | 360                   | 2016 | rutier                               | hobanat (fluviul Wu)                           | China             | Goupitanzhen, Guizhou 27°26′30.1″N 107°31′40.6″E / 27.441694°N 107.527944°E                      | [ 44 ]      |
| 43  |         | Pasarela din sticlă Zhangjiajie (张家界大峡谷玻璃桥) | 260                      | 430                   | 2016 | pietonal                             | suspendat                                      | China             | Zhangjiajie, Hunan 29°23′56.2″N 110°41′52.2″E / 29.398944°N 110.697833°E                         | [ 45 ]      |
| 44  |         | Jinshajiang Hutiaoxia (虎跳峡金沙江特大桥)           | 260                      | 766                   | 2020 | rutier                               | suspendat (râul Jinsha)                        | China             | Hutiaoxiazhen, Yunnan 27°10′24.6″N 100°05′01.8″E / 27.173500°N 100.083833°E                      | [ 46 ]      |
| 45  |         | Viaductul Italia (Viadotto Italia)                   | 259                      | 175                   | 1974 | rutier (Salerno–Reggio Calabria)     | în consolă (râul Lao)                          | Italia            | Laino Borgo, Calabria 39°56′20.5″N 15°57′36.6″E / 39.939028°N 15.960167°E                        | [ 47 ]      |
| 46  |         | Jiangjiehe (江界河大桥)                              | 256                      | 330                   | 1995 | rutier (S205 Weng'an-Honghuagang)    | arcuit (fluviul Wu)                            | China             | Weng'an, Guizhou 27°17′56.5″N 107°22′14.7″E / 27.299028°N 107.370750°E                           | [ 48 ]      |
| 47  |         | Xixihe (西溪河特大桥)                                | 256                      | 240                   | 2019 | feroviar (CFMV Chengdu–Guangzhou)    | arcuit (râul Xixi)                             | China             | Dafang, Guizhou 27°06′58.9″N 105°49′00.1″E / 27.116361°N 105.816694°E                            | [ 49 ]      |
| 48  |         | Yangshuihe (洋水河特大桥)                            | 254                      | 230                   | 2017 | rutier                               | în consolă (râul Yangshui)                     | China             | Xifeng, Guizhou 27°12′00.0″N 106°52′04.3″E / 27.200000°N 106.867861°E                            | [ 50 ]      |
| 49  |         | Jinshajiang Hutiaoxia (虎跳峡金沙江特大桥)           | 250                      | 660                   | 2021 | feroviar                             | suspendat (râul Jinsha)                        | China             | Hutiaoxiazhen, Yunnan 27°10′30.0″N 100°05′23.3″E / 27.175000°N 100.089806°E                      | [ 51 ]      |
| 50  |         | Viaductul Sfalassà (Viadotto Sfalassà)               | 250                      | 376                   | 1973 | rutier (Salerno–Reggio Calabria)     | în consolă (cu cadru portant) (valea Sfalassà) | Italia            | Bagnara Calabra, Calabria 38°16′13.1″N 15°48′10.8″E / 38.270306°N 15.803000°E                    | [ 52 ]      |
| 51  |         | Qingjiang Shuibuya (清江大桥)                        | 250                      | 420                   | 2018 | rutier                               | suspendat (fluviul Qing )                      | China             | Shuibuya, Hubei 30°26′00.8″N 110°19′15.2″E / 30.433556°N 110.320889°E                            | [ 53 ]      |
| 52  |         | Mengdonghe Yongji (猛洞河特大桥)                     | 250                      | 268                   | 2017 | rutier                               | arcuit (râul Mengdong)                         | China             | Yongshun, Hunan 28°48′03.0″N 109°53′34.5″E / 28.800833°N 109.892917°E                            | [ 54 ]      |
| 53  |         | Azhihe (阿志河大桥)                                  | 247                      | 283                   | 2003 | rutier (Guanling-Liupanshui)         | suspendat (râul Azhihe)                        | China             | Changliuxiang, Guizhou 26°12′58.1″N 105°11′46.7″E / 26.216139°N 105.196306°E                     | [ 55 ]      |
| 54  |         | Beipanjiang Shuipan (北盘江特大桥)                   | 245                      | 290                   | 2013 | rutier (Shuipan)                     | în consolă (râul Beipan)                       | China             | Fa’er Bouyei, Guizhou 26°14′12.9″N 104°42′56.7″E / 26.236917°N 104.715750°E                      | [ 56 ]      |
| 55  |         | Erlanghe (二郎河特大桥)                              | 245                      | 200                   | 2013 | rutier (Chengdu–Zunyi)               | în consolă (râul Erlang)                       | China             | Erlangxiang, Guizhou 28°11′13.7″N 106°20′53.7″E / 28.187139°N 106.348250°E                       | [ 57 ]      |
| 56  |         | Malinghe (马岭河大桥)                                | 241                      | 360                   | 2011 | rutier (Shantou–Kunming)             | hobanat (râul Maling)                          | China             | Xingyi, Guizhou 25°9′33.2″N 104°56′34″E / 25.159222°N 104.94278°E                                | [ 58 ]      |
| 57  |         | Furong (芙蓉江特大桥)                                | 240                      | 230                   | 2009 | rutier                               | în consolă (râul Furong)                       | China             | Haokouxiang, Chongqing 29°2′31.2″N 107°50′24″E / 29.042000°N 107.84000°E                         | [ 59 ]      |
| 58  |         | Xiangxi, Yangtze (香溪长江公路大桥)                  | 240                      | 508                   | 2019 | rutier (Zigui)                       | arcuit (fluviul Yangtze)                       | China             | Zigui, Hubei 30°57′32.2″N 110°45′33.9″E / 30.958944°N 110.759417°E                               | [ 60 ]      |
| 59  |         | Karun 3 Dam (سد کارون 3)                             | 235                      | 252                   | 2005 | rutier (72 Izeh-Dehdez)              | arcuit (fluviul Karun)                         | Iran              | Bajool, Khuzestan 31°46′55.0″N 50°07′06.9″E / 31.781944°N 50.118583°E                            | [ 61 ]      |
| 60  |         | Mengdonghe Zhanghua (猛洞河特大桥)                   | 232                      | 255                   | 2013 | rutier (Zhanghua)                    | arcuit (râul Mengdong)                         | China             | Yongshun, Hunan 28°52′18.3″N 109°50′22.1″E / 28.871750°N 109.839472°E                            | [ 62 ]      |
| 61  |         | Nanjiang (南江特大桥)                                | 230                      | 176                   | 2015 | feroviar (Guiyang–Kaiyang Intercity) | în consolă (râul Nanjiang)                     | China             | Kaiyang, Guizhou 26°57′23″N 106°59′9.7″E / 26.95639°N 106.986028°E                               | [ 63 ]      |
| 62  |         | Pasarela Tianjishan (天脊山自然风景区)               | 230                      | 120                   |      | pietonal                             | suspendat                                      | China             | Linzhou, Henan 36°09′55.7″N 113°38′52.4″E / 36.165472°N 113.647889°E                             | [ 64 ]      |
| 63  |         | Labajin (腊八斤特大桥)                               | 229                      | 200                   | 2012 | rutier (Beijing–Kunming)             | în consolă (valea Labajin)                     | China             | Yingjing, Sichuan 29°41′23.4″N 102°48′47.4″E / 29.689833°N 102.813167°E                          | [ 65 ]      |
| 64  |         | Wucha (五岔河特大桥)                                 | 229                      | 180                   | 2013 | rutier (Chengdu–Zunyi)               | în consolă (râul Wucha)                        | China             | Renhuai, Guizhou 28°3′14.8″N 106°25′16.1″E / 28.054111°N 106.421139°E                            | [ 66 ]      |
| 65  |         | Tongzi (桐梓特大桥)                                  | 226                      | 200                   | 2013 | rutier (Chengdu–Zunyi)               | în consolă (râul Tongzi)                       | China             | Erlangxiang, Guizhou 28°9′32.1″N 106°22′8″E / 28.158917°N 106.36889°E                            | [ 67 ]      |
| 66  |         | Shennongxi (神农溪大桥)                              | 225                      | 320                   | 2013 | rutier (Shanghai–Chengdu)            | hobanat (pârâul Shennong)                      | China             | Yanduhezhen, Hubei 31°9′3.6″N 110°19′20.8″E / 31.151000°N 110.322444°E                           | [ 68 ]      |
| 67  |         | Wuzuo (武佐河特大桥)                                 | 225                      | 380                   | 2015 | rutier (Xiamen–Chengdu)              | hobanat (râul Wuzuo)                           | China             | Yinazhen, Guizhou 26°49′50.7″N 105°35′19.2″E / 26.830750°N 105.588667°E                          | [ 69 ]      |
| 68  |         | Zhuchanghe (朱昌河特大桥)                            | 224                      | 200                   | 2008 | rutier (Shanghai–Kunming)            | în consolă (râul Zhuchanghe)                   | China             | Sanbanqiaozhen, Guizhou 25°47′42.8″N 104°48′27″E / 25.795222°N 104.80750°E                       | [ 70 ]      |
| 69  |         | Foresthill                                           | 223                      | 263                   | 1973 | rutier (Foresthill Road)             | în consolă (North Fork American River)         | Statele Unite     | Auburn, California 38°55′20.4″N 121°2′19.3″V / 38.922333°N 121.038694°V                          | [ 71 ]      |
| 70  |         | Yuanjiang 元江大桥                                   | 223                      | 249                   | 2022 | feroviar                             | Truss Red River                                | China             | Yuanjiang, Yunnan 23°40′17.5″N 101°54′53.3″E / 23.671528°N 101.914806°E                          | [ 72 ]      |
| 71  |         | Karun IV (كوبرى سد كارون الرابع)                     | 222                      | 300                   | 2015 | rutier (Borujen-Ahvaz)               | arcuit (râul Karun)                            | Iran              | Chaharmahal și Bakhtiari 31°38′29.0″N 50°29′23.9″E / 31.641389°N 50.489972°E                     | [ 73 ]      |
| 72  |         | Qixing (七星河特大桥)                                | 221                      | 200                   | 2013 | rutier (Weining Bijie)               | în consolă (râul Liuchong)                     | China             | Hezhang, Guizhou 27°09′47.0″N 104°56′03.6″E / 27.163056°N 104.934333°E                           | [ 74 ]      |
| 73  |         | Viaductul Platano (Viadotto Platano)                 | 220                      | 291                   | 1978 | rutier (Raccordo autostradale RA5)   | în consolă (cu cadru portant) (râul Platano)   | Italia            | Romagnano al Monte, Campania 40°36′56″N 15°27′14.6″E / 40.61556°N 15.454056°E                    | [ 75 ]      |
| 74  |         | Mangjiedu (漭街渡大桥)                               | 220                      | 220                   | 2009 | rutier                               | în consolă (fluviul Mekong)                    | China             | Yongxinxiang, Yunnan 24°46′47.9″N 99°51′49.5″E / 24.779972°N 99.863750°E                         | [ 76 ]      |
| 75  |         | Weijiazhou (魏家洲特大桥)                            | 220                      | 200                   | 2009 | rutier (Shanghai–Chongqing)          | în consolă (râul Houhe)                        | China             | Gaojiayanzhen, Hubei 30°36′33.6″N 110°56′47.7″E / 30.609333°N 110.946583°E                       | [ 77 ]      |
| 76  |         | Viaductul Corgo (Viaduto do Corgo)                   | 220                      | 300                   | 2013 | rutier (Matosinhos-Amarante)         | hobanat (râul Corgo)                           | Portugalia        | Vila Real, Vila Real 41°16′41.6″N 7°45′2.7″V / 41.278222°N 7.750750°V                            | [ 78 ]      |
| 77  |         | San Marcos (Puente San Marcos)                       | 220                      | 180                   | 2013 | rutier (Tulancingo-Tihuatlán)        | în consolă (râul San Marcos)                   | Mexic             | Xicotepec, Puebla 20°20′34.4″N 97°57′39.9″V / 20.342889°N 97.961083°V                            | [ 79 ]      |
| 78  |         | Kaixia (凯峡河特大桥)                                | 220                      | 220                   | 2016 | rutier                               | în consolă (râul Kaixia)                       | China             | Shiguxiang, Guizhou 27°33′01.5″N 108°23′31.7″E / 27.550417°N 108.392139°E                        | [ 80 ]      |
| 79  |         | Wuzuo (武佐河特大桥)                                 | 220                      | 152                   | 2016 | feroviar                             | în consolă (râul Wuzuo)                        | China             | Yinazhen, Guizhou 26°48′32.3″N 105°37′13.9″E / 26.808972°N 105.620528°E                          | [ 81 ]      |
| 80  |         | Viaductul Mashuihe (马水河特大桥)                    | 219                      | 200                   | 2008 | rutier (Shanghai–Chongqing)          | în consolă (râul Nanlidu)                      | China             | Baiyangpingxiang, Hubei 30°28′15.8″N 109°44′1.4″E / 30.471056°N 109.733722°E                     | [ 82 ]      |
| 81  |         | Daning (大宁河桥)                                    | 219                      | 400                   | 2010 | rutier (Shanghai–Chengdu)            | arcuit (râul Daning)                           | China             | Wushan, Chongqing 31°6′50.5″N 109°53′21″E / 31.114028°N 109.88917°E                              | [ 83 ]      |
| 82  |         | Houzihe (猴子河特大桥)                               | 219                      | 220                   | 2010 | rutier (Xiamen–Chengdu)              | în consolă (râul Houzi)                        | China             | Sandu, Guizhou 26°1′23.5″N 108°6′12.4″E / 26.023194°N 108.103444°E                               | [ 84 ]      |
| 83  |         | Sancha Xiarong (三岔河特大桥)                        | 219                      | 230                   | 2015 | rutier (Xiamen–Chengdu)              | în consolă (fluviul Wu)                        | China             | Liuchangxiang, Guizhou 26°37′42.7″N 106°08′42.4″E / 26.628528°N 106.145111°E                     | [ 85 ]      |
| 84  |         | Xixi (西溪大桥)                                      | 218                      | 338                   | 2001 | rutier (Guangzhou-Chengdu)           | suspendat (râul Xiadong)                       | China             | Linquanzhen, Guizhou 27°1′47.7″N 105°48′27.3″E / 27.029917°N 105.807583°E                        | [ 86 ]      |
| 85  |         | Xishahe (细沙河特大桥)                               | 217                      | 190                   | 2010 | rutier (Baotou–Maoming)              | arcuit (râul Xisha)                            | China             | Lianghezhen, Chongqing 29°8′18.1″N 108°45′17.6″E / 29.138361°N 108.754889°E                      | [ 87 ]      |
| 86  |         | Daxiaojing (大小井大桥)                              | 216                      | 450                   | 2019 | rutier (Pingtang-Luodian)            | arcuit                                         | China             | Dongdangxiang, Guizhou 25°32′54.5″N 106°51′47.1″E / 25.548472°N 106.863083°E                     | [ 88 ]      |
| 87  |         | Bloukrans (Blue Cliffs Bridge)                       | 216                      | 272                   | 1984 | rutier (Cape Town-Ermelo)            | arcuit (râul Bloukrans)                        | Africa de Sud     | Nature's Valley, Western Cape 33°57′58.8″S 23°38′42.5″E / 33.966333°S 23.645139°E                | [ 89 ]      |
| 88  |         | Liutonghe (溜筒河大桥)                               | 216                      | 160                   | 2016 | rutier (S307)                        | în consolă (râul Liutong)                      | China             | Dapingzixiang, Sichuan 28°03′04.2″N 103°25′08.7″E / 28.051167°N 103.419083°E                     | [ 90 ]      |
| 89  |         | Glen Canyon (Glen Canyon Dam Bridge)                 | 213                      | 313                   | 1959 | rutier (U.S. Route 89)               | arcuit (fluviul Colorado)                      | Statele Unite     | Page, Arizona 36°56′8.2″N 111°29′0.3″V / 36.935611°N 111.483417°V                                | [ 91 ]      |
| 90  |         | Phil G. McDonald                                     | 213                      | 239                   | 1988 | rutier (Interstate 64)               | în consolă (cu cadru portant) (părăul Glade)   | Statele Unite     | Beckley, West Virginia 37°46′5.5″N 81°2′25.3″V / 37.768194°N 81.040361°V                         | [ 92 ]      |
| 91  |         | Nujiang Darui (大瑞铁路怒江大桥)                     | 212                      | 490                   | 2022 | feroviar (Dali–Ruili)                | arcuit (râul Salween)                          | China             | Lamengxiang, Yunnan 24°44′53.5″N 98°56′55.2″E / 24.748194°N 98.948667°E                          | [ 93 ]      |
| 92  |         | Jinshajiang Hulukou (金沙江葫芦口大桥)               | 211                      | 656                   | 2016 | rutier                               | suspendat (râul Jinsha)                        | China             | Hulukouzhen, Sichuan 26°58′17.1″N 102°53′30.5″E / 26.971417°N 102.891806°E                       | [ 94 ]      |
| 93  |         | Yelanghe (夜郎河特大桥)                              | 210                      | 370                   | 2018 | feroviar (Chongqing–Guizhou)         | arcuit (râul Songkran)                         | China             | Yelangzhen, Guizhou 28°24′25.2″N 106°49′14.5″E / 28.407000°N 106.820694°E                        | [ 95 ]      |
| 94  |         | Yesanhe (野三河特大桥)                               | 210                      | 200                   | 2009 | rutier (Shanghai–Chongqing)          | în consolă (râul Yesan)                        | China             | Gaopingzhen, Hubei 30°38′52.7″N 110°5′20.5″E / 30.647972°N 110.089028°E                          | [ 96 ]      |
| 95  |         | Shintabisoko (新旅足橋)                              | 210                      | 220                   | 2010 | rutier (Ōno-Iida)                    | în consolă (valea Ashikawa)                    | Japonia           | Yaotsu, Gifu 35°29′5.5″N 137°11′37.8″E / 35.484861°N 137.193833°E                                | [ 97 ]      |
| 96  |         | Hezhang (赫章特大桥)                                 | 210                      | 180                   | 2013 | rutier (Weining Bijie)               | în consolă (râul Houhe)                        | China             | Hezhang, Guizhou 27°7′48.3″N 104°42′56.2″E / 27.130083°N 104.715611°E                            | [ 98 ]      |
| 97  |         | Tieluoping (铁罗特大桥)                              | 209                      | 322                   | 2009 | rutier (Shanghai–Chongqing)          | hobanat                                        | China             | Langpingzhen, Hubei 30°37′6.5″N 110°28′30.4″E / 30.618472°N 110.475111°E                         | [ 99 ]      |
| 98  |         | Viaductul Hutiaohe (虎跳河大桥)                      | 209                      | 225                   | 2009 | rutier (Shanghai–Kunming)            | în consolă (râul Hutiao)                       | China             | Sanbanqiaozhen, Guizhou 25°48′16.5″N 104°52′15.3″E / 25.804583°N 104.870917°E                    | [ 100 ]     |
| 99  |         | Niujiagou (牛家沟大桥)                               | 209                      | 180                   | 2016 | rutier (Yinchuan–Kunming)            | în consolă (râul Hengjiang)                    | China             | Zhaotong, Yunnan 27°45′15.0″N 103°45′26.0″E / 27.754167°N 103.757222°E                           | [ 101 ]     |
| 100 |         | Xiaohe (小河特大桥)                                  | 208                      | 338                   | 2010 | rutier (Shanghai–Chongqing)          | arcuit (râul Xiao)                             | China             | Enshi, Hubei 30°11′39.3″N 109°13′35.7″E / 30.194250°N 109.226583°E                               | [ 102 ]     |
| 101 |         | Wanglongbao (望龙包特大桥)                           | 208                      | 160                   | 2013 | rutier (S77 Shuipan)                 | în consolă                                     | China             | Fa’er Bouyei, Guizhou 26°13′26.9″N 104°42′50.3″E / 26.224139°N 104.713972°E                      | [ 103 ]     |
| 102 |         | Shandianjiang (山店江大桥)                           | 208                      | 200                   | 2014 | rutier (Xiamen–Chengdu)              | în consolă (râul Yanshoujiang)                 | China             | Rucheng, Hunan 25°31′46.9″N 113°30′39.6″E / 25.529694°N 113.511000°E                             | [ 104 ]     |
| 103 |         | Nayong (纳雍特大桥)                                  | 208                      | 200                   | 2016 | rutier (Xiamen–Chengdu)              | în consolă                                     | China             | Nayong, Guizhou 26°47′50.1″N 105°22′59.7″E / 26.797250°N 105.383250°E                            | [ 105 ]     |
| 104 |         | Longju (龙驹特大桥)                                  | 208                      | 220                   | 2017 | rutier (Lichuan-Wanzhou)             | în consolă (părâul Modao)                      | China             | Longjuzhen, Chongqing 30°36′18.2″N 108°39′38.6″E / 30.605056°N 108.660722°E                      | [ 106 ]     |
| 105 |         | Mi (洣河大桥)                                        | 207                      | 180                   | 2014 | rutier (Wuhan–Shenzhen)              | în consolă (râul Xieta)                        | China             | Yanling, Hunan 26°08′05.6″N 113°45′19.0″E / 26.134889°N 113.755278°E                             | [ 107 ]     |
| 106 |         | Falanggou (法朗沟特大桥)                             | 207                      | 225                   | 2015 | rutier (Xiamen–Chengdu)              | în consolă                                     | China             | Linkouzhen, Guizhou 27°44′37.1″N 105°24′00.6″E / 27.743639°N 105.400167°E                        | [ 108 ]     |
| 107 |         | Soci Skybridge (Со́чи Скайбридж)                      | 207                      | 439                   | 2014 | pietonal                             | suspendat (râul Mzymta)                        | Rusia             | Soci, Krasnodar 41°31′33.2″N 40°00′07.0″E / 41.525889°N 40.001944°E                              | [ 109 ]     |
| 108 |         | Gasajiang (嘎洒江特大桥)                             | 206                      | 200                   | 2021 | rutier (Yuxi-Lincang)                | în consolă (fluviul Yuan)                      | China             | Jiasazhen, Yunnan 24°01′06.1″N 101°36′39.7″E / 24.018361°N 101.611028°E                          | [ 110 ]     |
| 109 |         | Erhaihe (耳海河大桥)                                 | 204                      | 190                   | 2016 | rutier (S55 Bailakan-Qianxi)         | în consolă (pârâul Erhai)                      | China             | Qianxi, Guizhou 27°7′7.6″N 106°13′25.3″E / 27.118778°N 106.223694°E                              | [ 111 ]     |
| 110 |         | Shuanghekou (双河口特大桥)                           | 203                      | 170                   | 2009 | rutier (Shanghai–Chongqing)          | în consolă                                     | China             | Langpingzhen, Hubei 30°37′3″N 110°27′5.6″E / 30.61750°N 110.451556°E                             | [ 112 ]     |
| 111 |         | Zhuazhuayan (抓抓岩大桥)                             | 200                      | 190                   | 2013 | rutier (Ningde-Dulongjiang)          | în consolă (râul Xiao)                         | China             | Leibo, Sichuan 28°08′06.0″N 103°26′52.6″E / 28.135000°N 103.447944°E                             | [ 113 ]     |
| 112 |         | Wujiang Nanmudu 乌江特大桥                           | 200                      | 320                   | 2018 | rutier (Lanzhou–Haikou)              | hobanat (fluviul Wu)                           | China             | Nanmuduzhen, Guizhou 27°21′25.9″N 107°00′07.5″E / 27.357194°N 107.002083°E                       | [ 114 ]     |
| 113 |         | Wujiang ZhongGui (中贵联络线 乌江跨越大桥)           | 200                      | 310                   | 2013 | transport petrol și gaze             | suspendat (fluviul Wu)                         | China             | Wujiangzhen, Guizhou 27°19′04.5″N 106°50′47.3″E / 27.317917°N 106.846472°E                       | [ 115 ]     |
| 114 |         | Daduhe Changheba Dam (大渡河特大桥)                  | 200                      | 210                   | 2014 | rutier (S432)                        | în consolă (râul Dadu)                         | China             | Estuary, Sichuan 30°17′59.0″N 102°10′19.6″E / 30.299722°N 102.172111°E                           | [ 116 ]     |
| 115 |         | Beipanjiang Wang'an (北盘江岩架大桥)                 | 200                      | 328                   | 2015 | rutier (S62 Wang'an)                 | hobanat (râul Beipan)                          | China             | Ceheng, Guizhou 25°04′13.1″N 105°57′18.0″E / 25.070306°N 105.955000°E                            | [ 117 ]     |
| 116 |         | Mahe (马河特大桥)                                    | 200                      | 180                   | 2015 | rutier (India-Xi)                    | în consolă                                     | China             | Zheng'an, Guizhou28°29′37″N 107°32′40″E / 28.49348°N 107.54448°E                                 | [ 118 ]     |
| 117 |         | Tamina (Taminabrücke)                                | 200                      | 259                   | 2017 | rutier SG76 (Bad Ragaz–Pfäfers)      | arcuit (râul Tamina)                           | Elveția           | Pfäfers, Cantonul St. Gallen 46°59′24.8″N 9°29′21.6″E / 46.990222°N 9.489333°E                   | [ 119 ]     |
| 118 |         | Hongxi (洪溪特大桥)                                  | 200                      | 265                   | 2020 | rutier (Wencheng-Taishun)            | în consolă                                     | China             | Taishun, Zhejiang 27°32′03.0″N 119°49′26.2″E / 27.534167°N 119.823944°E                          | [ 120 ]     |

### Poduri înalte aflate în construcție
| Nume                                      | Înălțimea platformei (m) | Deschidere maximă (m) | An   | Tip (destinație)                 | Tip (structural)         | Țară          | Locație                                                                   | Note          |  |
|                                           |                          |                       |      |                                  |                          |               |                                                                           |               |  |
| ----------------------------------------- | ------------------------ | --------------------- | ---- | -------------------------------- | ------------------------ | ------------- | ------------------------------------------------------------------------- | ------------- |  |
| Nanpanjiang Puzhehei (南盘江普者黑特大桥) | 475                      | 930                   | 2028 | rutier (Luqiuguangfu Expressway) | hobanat (râul Nanpan)    | China         | Shedexiang, Yunnan 24°16′59″N 103°48′53″E / 24.28306°N 103.81472°E        | [ 1 ] [ 121 ] |  |
| Malinghe Zhaozhuang (赵庄马岭河大桥)      | 329                      | 410                   | 2028 | rutier, metrou (Xingyi Metro)    | arcuit (râul Maling)     | China         | Xingyi, Guizhou 25°07′05.7″N 104°58′39.9″E / 25.118250°N 104.977750°E     | [ 122 ]       |  |
| Dahe (六盘水大河特大桥)                   | 258                      | 1.250                 | 2027 | rutier                           | suspendat                | China         | Liupanshui, Guizhou 26°39′47.3″N 104°50′13.5″E / 26.663139°N 104.837083°E | [ 123 ]       |  |
| Malinghe Jinzhou (马岭河大桥)             | 237                      | 450                   | 2025 | rutier, metrou (Xingyi Metro)    | suspendat (râul Maling)  | China         | Xingyi, Guizhou 25°08′19.6″N 104°57′14.3″E / 25.138778°N 104.953972°E     | [ 124 ]       |  |
| Mtentu                                    | 223                      | 260                   | 2027 | rutier (Cape Town-Ermelo)        | în consolă (râul Mtentu) | Africa de Sud | Lundini, Eastern Cape 31°10′44.0″S 29°55′42.6″E / 31.178889°S 29.928500°E | [ 125 ]       |  |

## Lista cronologică a celor mai înalte poduri din lume
| Imagine | Nume                                   | Record      | Țară              | Locație                            | Înălțimea platformei (m) | Deschidere maximă (m) | An      | Tip (destinație)                  |
|         |                                        |             |                   |                                    |                          |                       |         |                                   |
| ------- | -------------------------------------- | ----------- | ----------------- | ---------------------------------- | ------------------------ | --------------------- | ------- | --------------------------------- |
|         | Huajiang Grand Canyon (花江峡谷特大桥) | 2025-       | China             | Guizhou                            | 625                      | 1.420                 | 2025    | rutier (Liuzhi-Anlong)            |
|         | Duge (北盘江第一桥)                    | 2016–2025   | China             | Guizhou, Yunnan                    | 564                      | 720                   | 2016    | rutier (Hangzhou–Ruili)           |
|         | Sidu (四渡河特大桥)                    | 2009–2016   | China             | Yesanguan, Hubei                   | 496                      | 900                   | 2009    | rutier (Shanghai–Chongqing)       |
|         | Hegigio Gorge Pipeline                 | 2005–2009   | Papua Noua Guinee | Otoma, Southern Highlands          | 393                      | 470                   | 2005    | conductă petrol                   |
|         | Beipanjiang Daqiao (北盘江大桥)        | 2003–2005   | China             | Xingbeizhen, Guizhou               | 366                      | 388                   | 2003    | rutier (Xingyi-Guiyang)           |
| \|      | Liuguanghe (六广河大桥)                | 2001–2003   | China             | Liu Guangzhen, Guizhou             | 297                      | 240                   | 2001    | rutier (Guangzhou-Chengdu)        |
|         | Royal Gorge Bridge                     | 1929–2001   | Statele Unite     | Cañon City, Colorado               | 291                      | 286                   | 1929    | pietonal (Fremont County Road 3A) |
|         | Pasarela Niouc (Passerelle de Niouc)   | 1922–1929   | Elveția           | Niouc, Cantonul Valais             | 190                      | 200                   | 1922    | pietonal, conductă apă            |
|         | Sidi M'Cid (جسر سيدي مسيد)             | 1912–1922   | Algeria           | Constantine, Provincia Constantine | 175                      | 160                   | 1912    | rutier                            |
|         | Caille (Pont de la Caille)             | 1839–1912   | Franța            | Allonzier-la-Caille, Haute-Savoie  | 147                      | 183                   | 1839    | pietonal                          |
|         | Puente Nuevo                           | 1751–1839   | Spania            | Ronda, Málaga                      | 120                      | 100                   | 1793    | rutier                            |
|         | Ponte delle torri                      | 1350–1751   | Italia            | Spoleto, Perugia                   | 80                       | 230                   | 1350    | apeduct                           |
|         | Alcántara                              | 106–1350    | Spania            | Alcántara, Extremadura             | 48                       | 29                    | 106     | pietonal                          |
|         | Pont d'Aël                             | 3 î.Hr.–106 | Italia            | Aymavilles, Valle d'Aosta          | 66                       | 14                    | 3 î.Hr. | apeduct                           |